# 布留霍維奇 (佩列梅什利亞內區)
49°35′8″N 24°34′40″E / 49.58556°N 24.57778°E
布留霍維奇（烏克蘭語：Брюховичі），是烏克蘭西部的村莊，隸屬利維夫州的利維夫區。該村始建於1464年，面積2.09平方公里，海拔高度262米，2001年人口688，人口密度每平方公里329.19人。